# Zeilen op de Paralympische Zomerspelen 2012

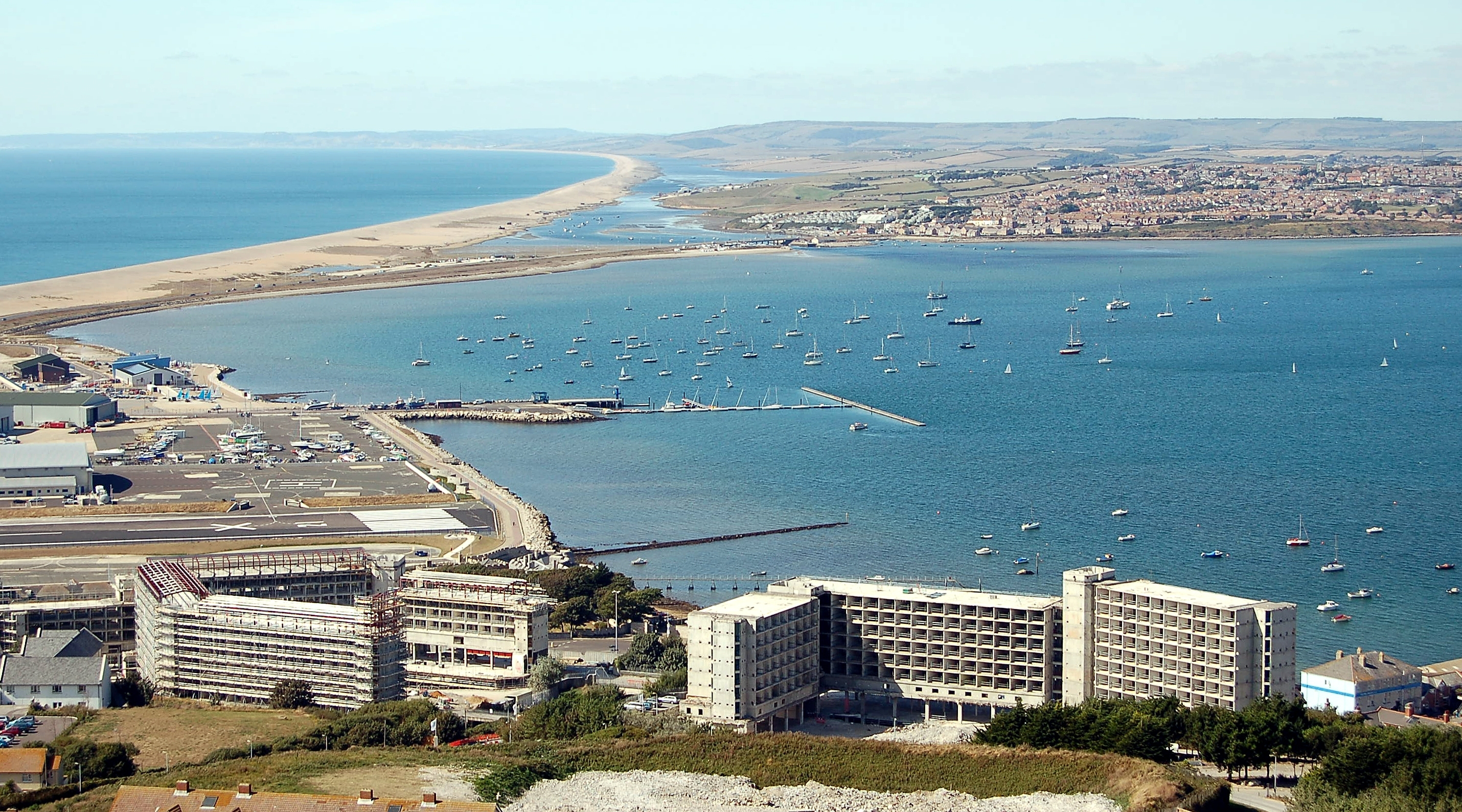
Port Harbour

Op de XIVe Paralympische Zomerspelen die in 2012 werden gehouden in Londen, Verenigd Koninkrijk was zeilen een van de 20 sporten die werden beoefend.

## Evenementen
In totaal waren er drie onderdelen op de Paralympics in 2012: 
- 2.4mR , eenpersoonsboot
- SKUD 18, tweepersoonsboot
- Sonar, driepersoonsboot

## 2.4mR
| Punten | Land | Goud         | Land | Zilver       | Land | Brons             |
| ------ | ---- | ------------ | ---- | ------------ | ---- | ----------------- |
|        | GBR  | Helena Lucas | GER  | Heiko Kroger | NED  | Thierry Schmitter |

## SKUD 18
| Punten | Land | Goud                 | Land | Zilver                 | Land | Brons                          |
| ------ | ---- | -------------------- | ---- | ---------------------- | ---- | ------------------------------ |
|        | AUS  | Tim Dempsey Jan Apel | USA  | Jen French Jp Creignou | GBR  | Alexandra Rickham Niki Birrell |

## Sonar
| Punten | Land | Goud                                         | Land | Zilver                                  | Land | Brons                                                      |
| ------ | ---- | -------------------------------------------- | ---- | --------------------------------------- | ---- | ---------------------------------------------------------- |
|        | NED  | Udo Hessels Marcel van de Veen Mischa Rossen | GER  | Jens Kroker Siegmund Mainka Robert Prem | NOR  | Aleksander Wang-Hansen Marie Solberg Per Eugen Kristiansen |

## Medaillespiegel
| Plaats | Land                | NPC    | Goud | Zilver | Brons | Totaal |
| 1      | Verenigd Koninkrijk | GBR    | 1    | 0      | 1     | 2      |
| 1      | Nederland           | NED    | 1    | 0      | 1     | 2      |
| 3      | Australië           | AUS    | 1    | 0      | 0     | 1      |
| 4      | Duitsland           | GER    | 0    | 2      | 0     | 2      |
| 5      | Verenigde Staten    | USA    | 0    | 1      | 0     | 1      |
| 6      | Noorwegen           | NOR    | 0    | 0      | 1     | 1      |
| Totaal | Totaal              | Totaal | 0    | 0      | 0     | 0      |

Atletiek · Bankdrukken · Basketbal · Blindenvoetbal · Boogschieten · Boccia · CP-voetbal · Goalball · Judo · Paardensport · Roeien · Rugby · Schermen · Schietsport · Tafeltennis · Tennis · Volleybal · Wielersport · Zeilen · Zwemmen
Atlanta 1996 ·
Sydney 2000 ·
Athene 2004 ·
Peking 2008 ·
Londen 2012 ·
Rio de Janeiro 2016